# Улица Суворова (Калуга)
Улица Суворова — улица в историческом центре Калуги, проходит от улицы Максима Горького в район Яченской набережной, одна из границ городского района Циолковский.

## История
Современная улица представляет собой объединение трёх улиц — Аптекарской, Дворянской и Козьмодемианской.
Современное название, с 1950 года, в память великого русского полководца А. В. Суворова (1729—1800).
В 1794 году на улицу был перенесён храм Церковь Космы и Дамиана, ранее находившийся на Богоявленской улице. В 1937 храм был закрыт и в его помещениях оборудовали изолятор временного содержания. В послевоенные годы здесь был гараж и хозяйственные склады. В 1992 году храм вернули Калужской епархии.
В 1857 году на Дворянской улице поселился амнистированный декабрист Гавриил Степанович Батеньков (1793—1863). В 2006 год это здание (современный д. 42) было музеефицировано. На улице жил также декабрист Пётр Свистунов. 
На улице сохранились примеры купеческой застройки, типовой многоэтажной застройки советского периода, современная архитектура. На улице располагались Фалеевские казармы, здания казарм были разрушены во время освобождения Калуги в 1941 году от немецко-фашистских оккупантов. На их месте выстроили здания областного УМВД и УФСБ.

## Достопримечательности
д. 14 — Дом П. Д. Можакина (конец XIX века)
д. 24 — Жилой дом (конец XIX века)
д. 42 — Музейно-краеведческий центр Дом Гавриила Степановича Батенькова
д. 102 — Дом Тимченко, архитектор И. Д. Ясныгин
д. 117 — Милютинский приют
д. 117Б — Церковь Архистратига Михаила
д. 128 — Жилой дом (последняя четверть XIX века)
д. 137 — Музей истории УМВД России по Калужской области
Дом политпросвещения обкома КПСС (ул. Ленина, 74)
д. 153 — Жилой дом Угрюмовых (начало XIX века)
д. 177/16 — Церковь Космы и Дамиана
д. 179 — Спортивная школа «Победа», мемориальная доска Юрию Хозикову

## Галерея

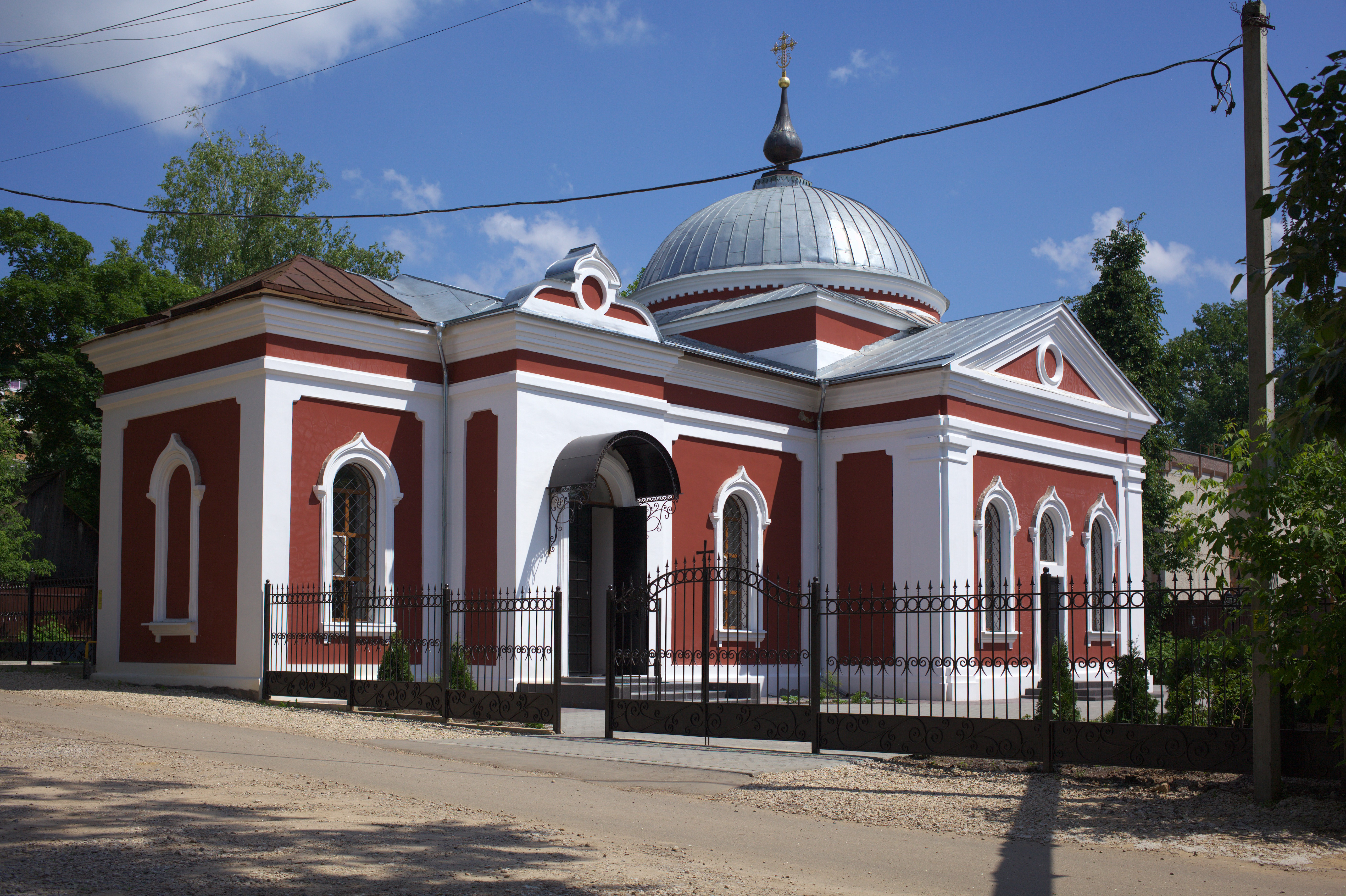
Церковь Архистратига Михаила
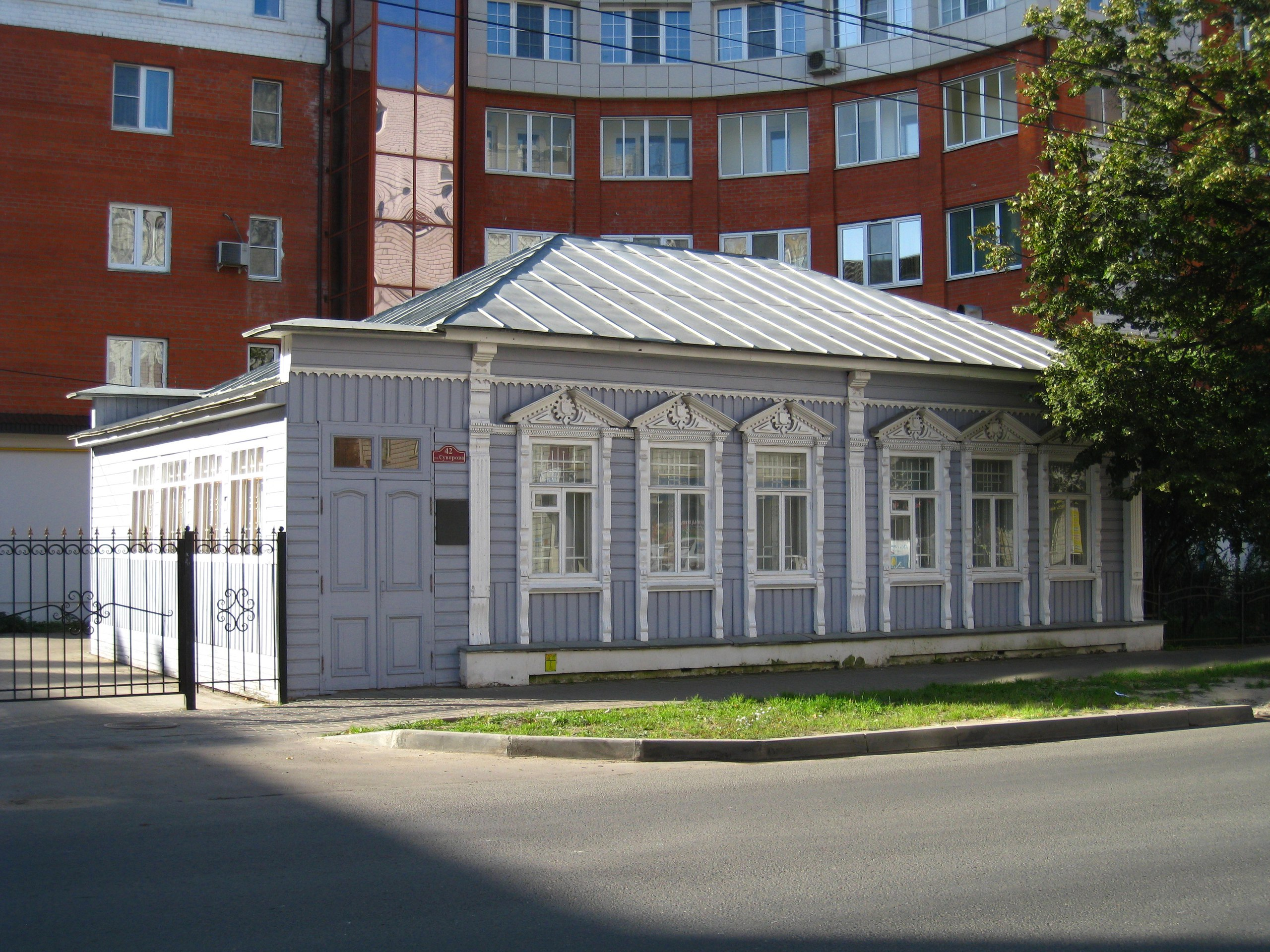
Дом Г. С. Батенькова
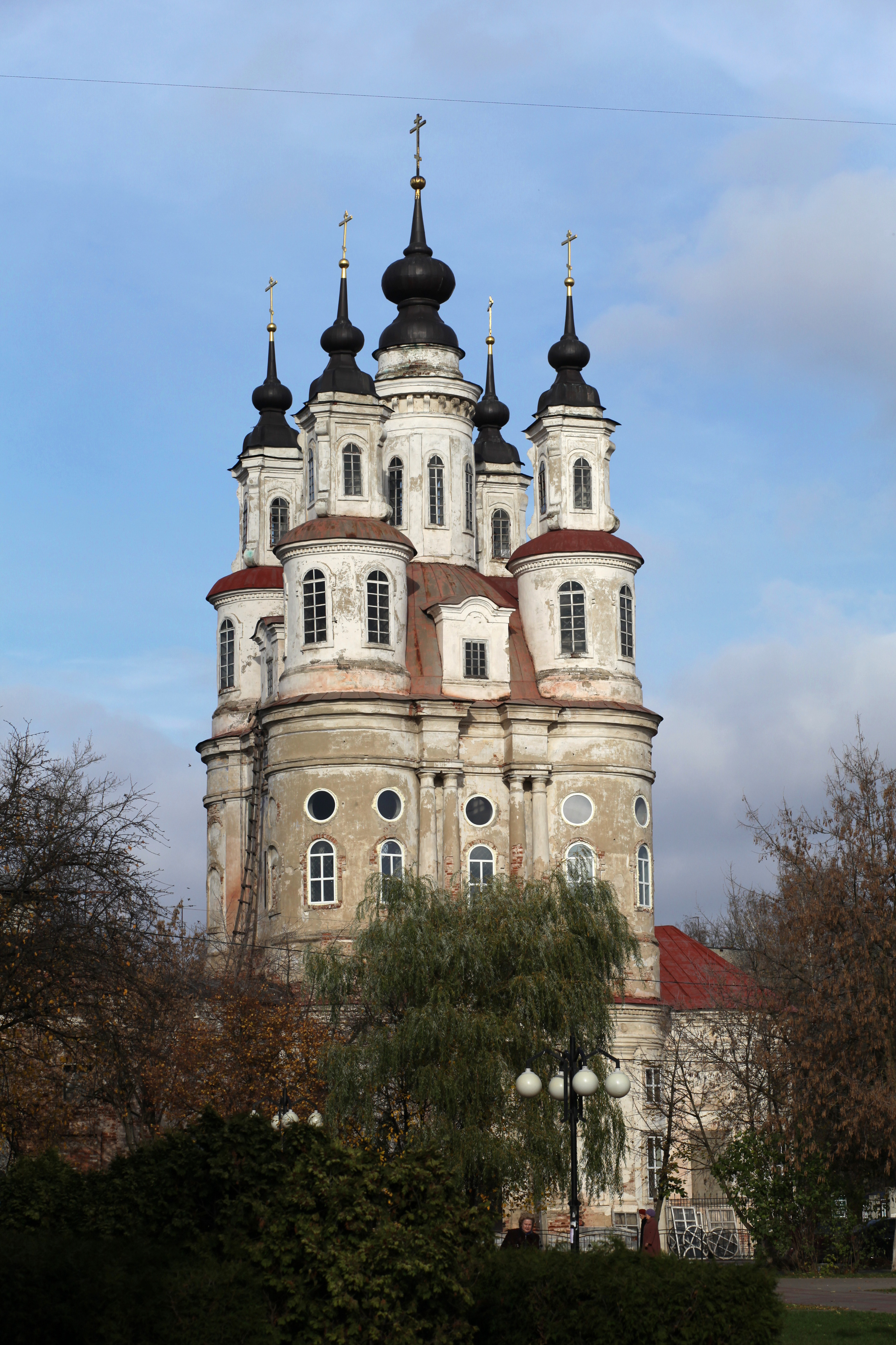
Церковь Космы и Дамиана
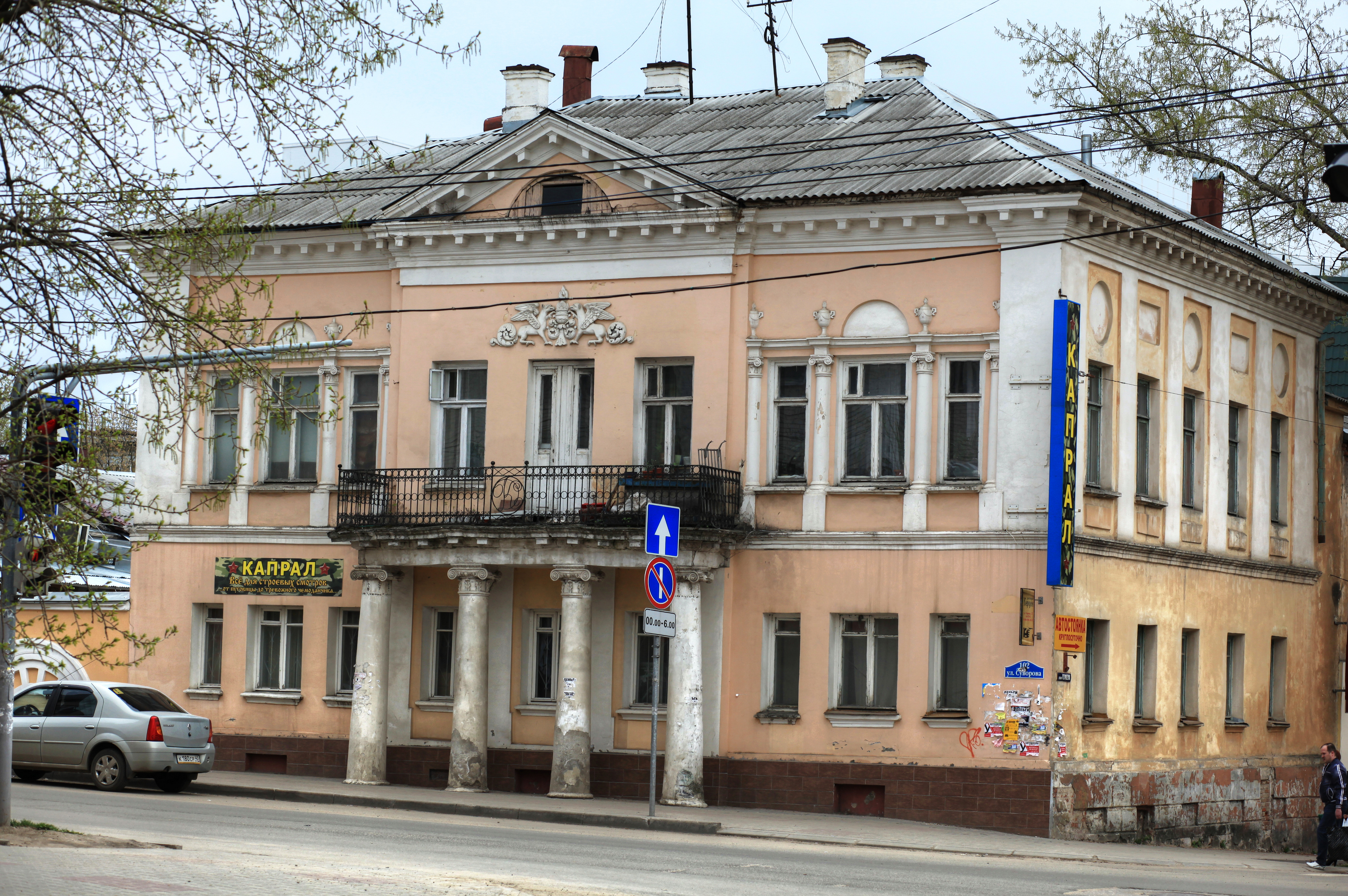
Дом Тимченко
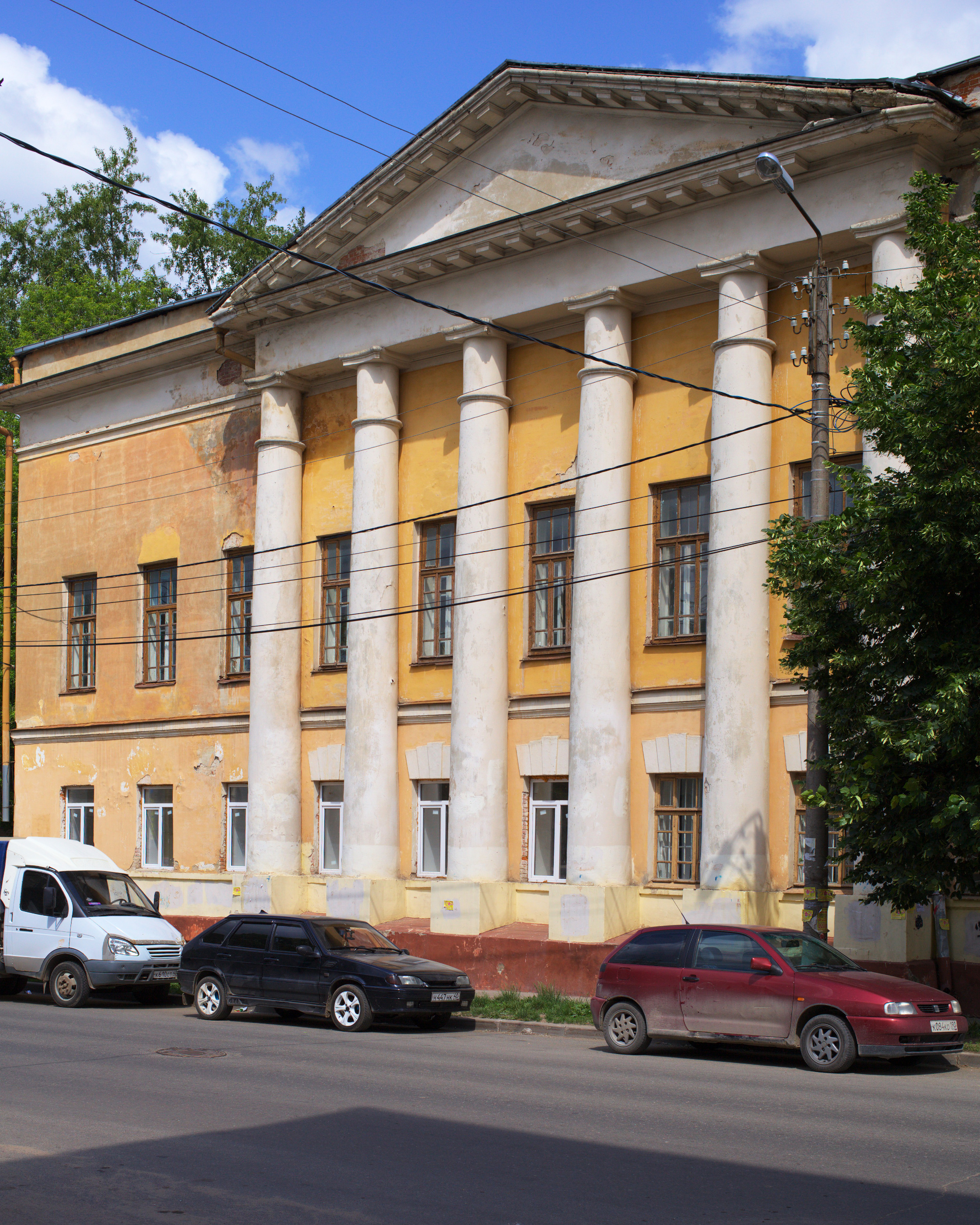
Милютинский приют